# Mistrovství světa ve veslování 1993

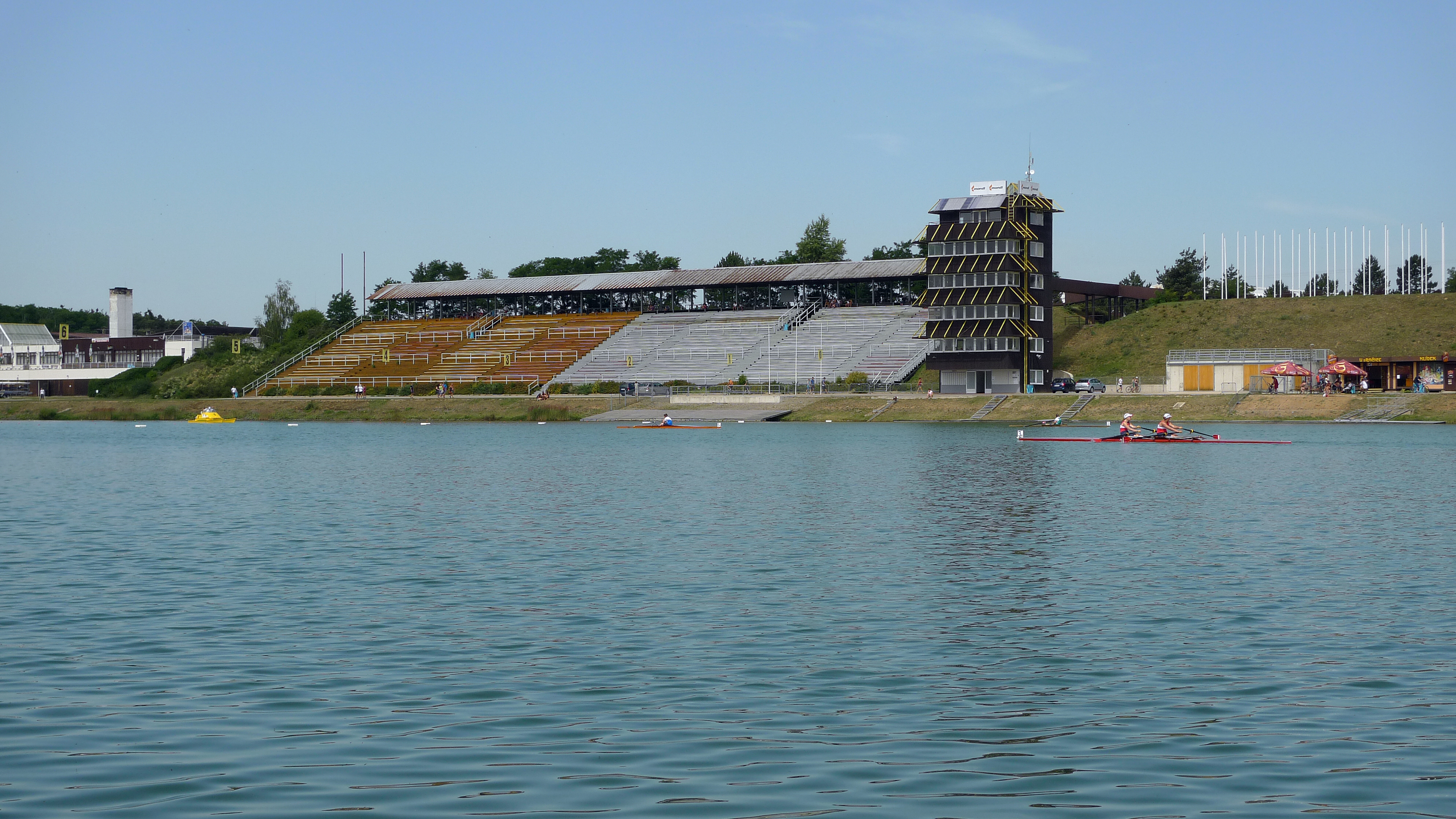
Veslařský kanál Račice, tribuna

Mistrovství světa ve veslování 1993 byl v pořadí 22. šampionát konaný mezi 30. srpnem a 5. zářím 1993 na Veslařském kanále v Račicích (okres Litoměřice). Jedná se o doposud jediný veslařský světový šampionát konaný v Česku či bývalém Československu. 
Každoroční veslařská regata trvající jeden týden je organizována Mezinárodní veslařskou federací (International Rowing Federation; FISA) obvykle na konci léta severní polokoule. V neolympijských letech představuje mistrovství světa vyvrcholení mezinárodního veslařského kalendáře a v roce, jenž předchází  olympijským hrám, představuje jejich hlavní kvalifikační událost. V olympijských letech pak program mistrovství zahrnuje pouze neolympijské disciplíny.

## Medailové pořadí
| Pořadí | Země               | Zlato | Stříbro | Bronz | Celkem |
| ------ | ------------------ | ----- | ------- | ----- | ------ |
| 1      | Kanada             | 4     | 2       | 1     | 7      |
| 2      | Spojené království | 4     | 0       | 0     | 4      |
| 3      | Německo            | 3     | 4       | 6     | 13     |
| 4      | Francie            | 3     | 0       | 0     | 3      |
| 5      | Čína               | 2     | 1       | 0     | 3      |
| 5      | Rumunsko           | 2     | 1       | 0     | 3      |
| 7      | USA                | 1     | 2       | 5     | 8      |
| 8      | Austrálie          | 1     | 2       | 0     | 3      |
| 9      | Rakousko           | 1     | 0       | 0     | 1      |
| 9      | Španělsko          | 1     | 0       | 0     | 1      |
| 9      | Nový Zéland        | 1     | 0       | 0     | 1      |
| 12     | Česko              | 0     | 2       | 0     | 2      |
| 12     | Švýcarsko          | 0     | 2       | 0     | 2      |
| 14     | Itálie             | 0     | 2       | 4     | 6      |
| 15     | Dánsko             | 0     | 1       | 2     | 3      |
| 15     | Nizozemsko         | 0     | 1       | 2     | 3      |
| 17     | Norsko             | 0     | 1       | 0     | 1      |
| 17     | Polsko             | 0     | 1       | 0     | 1      |
| 17     | Rusko              | 0     | 1       | 0     | 1      |
| 17     | Ukrajina           | 0     | 1       | 0     | 1      |
| 21     | Bulharsko          | 0     | 0       | 1     | 1      |
| 21     | Slovinsko          | 0     | 0       | 1     | 1      |
| Celkem | Celkem             | 23    | 24      | 22    | 69     |

## Přehled medailí

### Mužské disciplíny
| Disciplína                      | Zlato | Čas     | Stříbro | Čas     | Bronz | Čas               |
| Skif M1x                        | Kanada Derek Porter | 6:59,03 | Česko Václav Chalupa | 7:00,56 | Německo Thomas Lange | 7:04,35           |
| Dvojskif M2x                    | Francie Samuel Barathay Yves Lamarque | 6:24,69 | Norsko Lars Bjønness Rolf Thorsen | 6:28,42 | Německo Christian Händle Peter Uhrig | 6:29,03           |
| Párová čtyřka M4x               | Německo Andreas Hajek André Steiner Stephan Volkert André Willms | 5:43,99 | Ukrajina Olexander Martschenko Leonid Schaposchnykow Mykola Tschupryna Olexander Saskalko                                                                 | 5:46,25 | Itálie Alessandro Corona Gianluca Farina Rossano Galtarossa Massimo Paradiso                                                                            | 5:47,07           |
| Dvojka bez kormidelníka M2-     | Spojené království Matthew Pinsent Steve Redgrave | 6:36,98 | Německo Detlef Kirchhoff Hans Sennewald | 6:38,51 | Slovinsko Iztok Čop Denis Žvegelj | 6:39,58           |
| Dvojka s kormidelníkem M2+      | Spojené království Greg Searle Jonathan Searle Garry Herbert (k) | 7:01,50 | Itálie Carmine Abbagnale Giuseppe Abbagnale Giuseppe Di Capua (k)                                                                                         | 7:03,59 | Německo Michael Peter Thomas Woddow Kuno Hochhuth (k)                                                                                                   | 7:04,91           |
| Čtyřka bez kormidelníka M4-     | Francie Michel Andrieux Daniel Fauché Philippe Lot Jean-Christophe Rolland                                                                                              | 6:04,54 | Polsko Wojciech Jankowski Maciej Łasicki Jacek Streich Tomasz Tomiak                                                                                      | 6:06,63 | USA Thomas Bohrer Sean Hall Jeffrey Klepacki James Neil                                                                                                 | 6:08,50           |
| Čtyřka s kormidelníkem M4+      | Rumunsko Dorin Alupei Iulică Ruican Nicolae Țaga Viorel Talapan Marin Gheorghe (k)                                                                                      | 6:14,64 | Česko Petr Blecha Michal Dalecký Jiří Šefčík Pavel Sokol Oldřich Hejdušek (k)                                                                             | 6:17,50 | Německo Stefan Forster Mark Kleinschmidt Ulrich Viefers Marc Weber Guido Groß (k)                                                                       | 6:17,78           |
| Osma M8+                        | Německo Roland Baar Peter Hoeltzenbein Andreas Lütkefels Frank Richter Stefan Scholz Martin Steffes-Mies Thorsten Streppelhoff Colin von Ettingshausen Peter Thiede (k) | 5:37,08 | Rumunsko Dorin Alupei Vasile Măstăcan Vasile Năstase Cornel Nemțoc Valentin Robu Iulică Ruican Viorel Talapan Ioan Vizitiu Marin Gheorghe (k)             | 5:39,33 | USA Jonathan Brown William Castle Frederic Honebein James Koven Thomas Murray Michael Peterson William Porter Don Smith Steven Segaloff (k)             | 5:41,47           |
| Skif LV LM1x                    | Spojené království Peter Haining | 7:05,34 | Austrálie Stephen Hawkins | 7:06,66 | Nizozemsko Pepijn Aardewijn | 7:07,70           |
| Dvojskif LV LM2x                | Austrálie Bruce Hick Gary Lynagh | 6:20,64 | Švýcarsko Markus Gier Michael Gier | 6:20,73 | Itálie Francesco Esposito Paolo Pittino | 6:21,94           |
| Párová čtyřka LV LM4x           | Rakousko Gernot Faderbauer Walter Rantasa Christoph Schmölzer Wolfgang Sigl                                                                                             | 5:49,30 | Německo Klaus Götte Frank Günder Andreas Lutz Bernhard Rühling Itálie Michelangelo Crispi Enrico Gandola Massimo Lana Ivano Zasio                         | 5:51,00 | medaile neudělena | medaile neudělena |
| Dvojka bez kormidelníka LV LM2- | Španělsko Fernando Climent Huerta Fernando Molina Castillo | 6:39,34 | Rusko Vladimir Mitjušov Alexander Ustinon | 6:40,77 | Německo Stephan Fahrig Herbert Vogt | 6:40,79           |
| Čtyřka bez kormidelníka LV LM4- | USA Thomas Beetham Matthew Collins Christopher Kerber Jonathan Moss | 6:03,27 | Švýcarsko Markus Feusi Reto Fierz Nicolai Kern Hubert Wagner                                                                                              | 6:03,99 | Itálie Sabino Bellomo Franco Cattaneo Danilo Fraquelli Alfredo Striani                                                                                  | 6:04,59           |
| Osma LV LM8+                    | Kanada Dave Boyes Christopher Cookson Robert Fontaine Gavin Hassett Jeffrey Lay Brian Peaker Peter Sommerwil Bryan Thompson Patrick Newman (k)                          | 5:39,17 | Dánsko Johnny Bo Andersen Svend Blitskov Eskild Ebbesen Niels Henriksen Jeppe Jensen Kollat Jacob Meyer Thomas Poulsen Bo Vestergaard Stephen Masters (k) | 5:41,25 | Itálie Enrico Barbaranelli Carlo Gaddi Carlo Grande Pasquale Marigliano Leonardo Pettinari Paolo Ramoni Fabrizio Ranieri Andrea Re Gaetano Iannuzzi (k) | 5:41,53           |

### Ženské disciplíny
| Disciplína                      | Zlato | Čas     | Stříbro | Čas     | Bronz | Čas     |
| Skif W1x                        | Německo Jana Thiemeová | 7:26,00 | Kanada Marnie McBeanová | 7:27,42 | Dánsko Trine Hansenová | 7:28,14 |
| Dvojskif W2x                    | Nový Zéland Philippa Bakerová Brenda Lawsonová | 7:03,42 | Německo Kathrin Boronová Kerstin Köppenová | 7:05,61 | Bulharsko Galina Kamenovová Daniela Oronovová | 7:07,26 |
| Párová čtyřka W4x               | Čína Mianying Cao Xiaoli Gu Xirong Liu Xiuyun Zhang | 6:21,07 | Německo Daniela Molleová Kerstin Müllerová Kristina Mundtová Angela Schusterová                                                                                         | 6:24,31 | USA Ruth Davidonová Serena Eddyová-Moultonová Michelle Knoxová-Zaloonová Monica Tranelová-Michiniová                                                                                  | 6:33,98 |
| Dvojka bez kormidelnice W2-     | Francie Hélène Cortinová Christine Gosseová | 7:24,74 | Austrálie Alison Daviesová Victoria Toogoodová | 7:27,21 | USA Elizabeth McCaggová Mary McCaggová | 7:27,65 |
| Čtyřka bez kormidelnice W4-     | Čína Yan-Hua Jing Jia-Yun Pei Shujuan Wang Yaxian Zhu | 6:42,06 | USA Amy Fullerová Melissa Iversonová Anne Kakela Katherine Scanlonová Lewisová                                                                                          | 6:42,72 | Kanada Shannon Crawfordová Julie Jespersenová Plattová Kelly Mahonová Emma Robinsonová                                                                                                | 6:43,32 |
| Osma W8+                        | Rumunsko Iulia Bobeică-Bulie Constanța Burcică Veronica Cochelea Doina Ignatová Viorica Neculai Ioana Olteanu Doina Ciucanu-Robu Fanica Costea Cristina Ilie (k) | 6:18,88 | USA Jennifer Dore Catriona Fallonová Amy Fullerová Melissa Iversonová Anne Kakela Elizabeth McCaggová Mary McCaggová Katherine Scanlonová Lewisová Yasmin Farooqová (k) | 6:20,42 | Německo Kathrin Haackerová Christiane Harzendorfová Antje Heiligová Andrea Klaphecková Micaela Schmidtová-Kubicki Dana Pyritzová Antje Rehaagová Ute Stangeová Daniela Neunastová (k) | 6:21,52 |
| Skif LV LW1x                    | Kanada Michelle Darvillová | 7:47,14 | Nizozemsko Laurien Vermulstová | 7:51,37 | Dánsko Mette Blochová Jensenová | 7:52,52 |
| Dvojskif LV LW2x                | Kanada Colleen Millerová Wendy Wiebe | 6:59,74 | Čína Fei Li Fang Wang | 7:01,33 | Nizozemsko Ellen Meliesie Cindy Ripová | 7:01,66 |
| Čtyřka bez kormidelnice LV LW4- | Spojené království Alison Brownlessová Anna Marie Drydenová Jane Hallová Tonia Williamsová                                                                       | 6:45,30 | Kanada Nori Doobenenová Tracy Duncanová Maureen Harrimanová Rachel Starrová                                                                                             | 6:48,87 | USA Barbara Byrne Danika Holbrooková-Harrisová Alexandra Overy Alison Shawová | 6:49,47 |